# Iglesia de la Santísima Trinidad (Atienza)

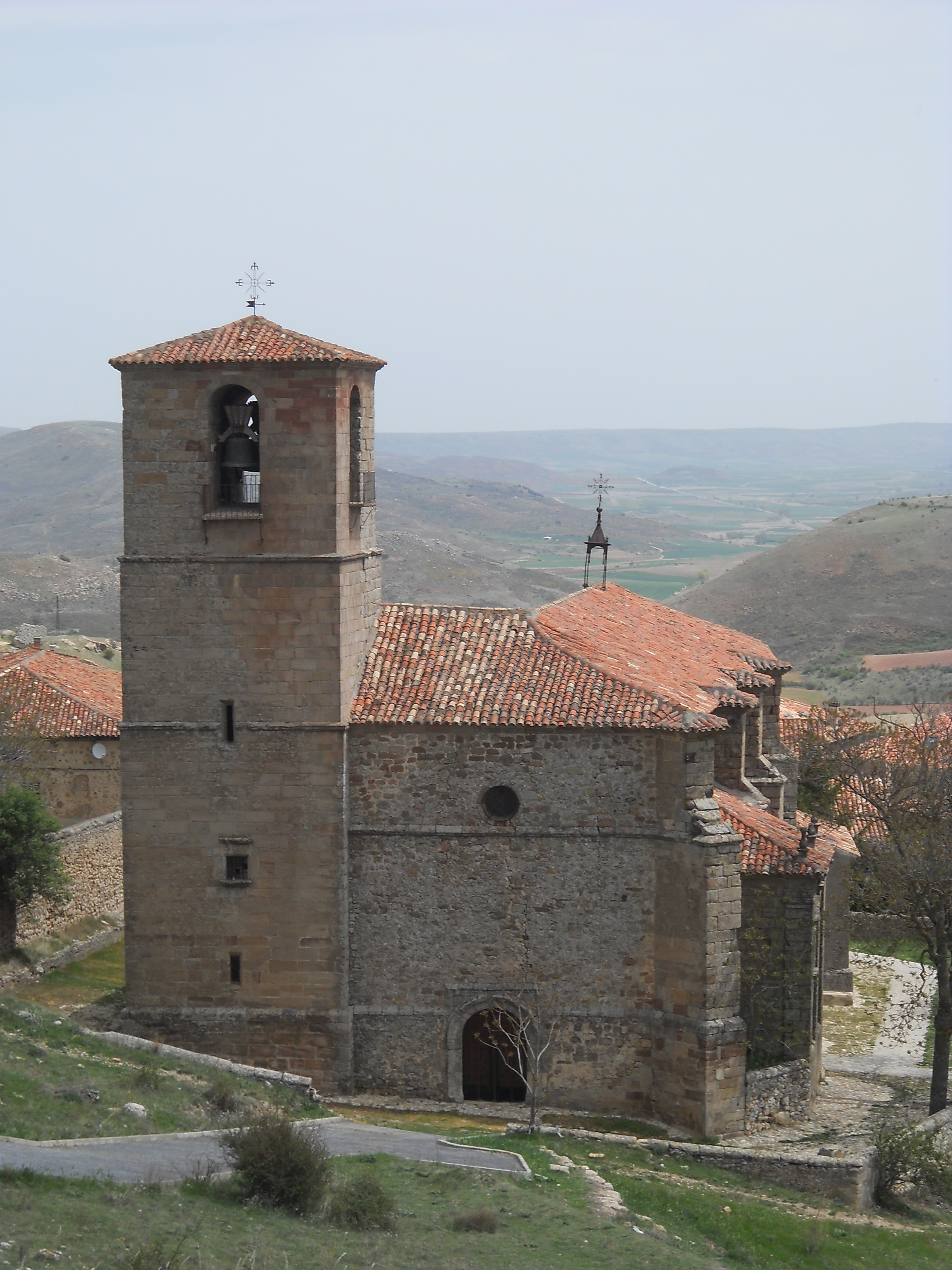
Lado este de la iglesia

La Iglesia de la Santísima Trinidad o Iglesia de la Trinidad es un templo católico de estilo románico situado en la localidad de Atienza. Se comenzó a construir a finales del siglo XII.

## Descripción
La iglesia se compone de una única nave con varias capillas a los laterales. En el ábside se encuentran tres ventanales abocinados y con semicolumnas, adornados con motivos vegetales.
Su interior se utiliza actualmente como museo, inaugurado en 2003, en el cual se exhiben obras de arte de la localidad.

## Historia
En el año 1159 se instauró en Atienza una cofradía con el mismo nombre. Durante los siglos XV y XVI se reformó el templo, con sus tres naves (¿tres naves?, ¿dónde?) con bóvedas de nervio y su presbiterio. Actualmente, el único vestigio románico es el ábside.